# Gunnar Hámundarson
Gunnar Hámundarson o Hamundsson (n. 945) fue un guerrero vikingo de Islandia en el siglo X. Vivió en Hlíðarendi, Fljótshlíð y es más conocido como Gunnar de Hlíðarendi (nórdico antiguo:Gunnarr á Hlíðarenda). Se le cita principalmente en la saga de Njál, donde se relata la cadena de acontecimientos que desembocaría con su muerte en batalla.

## Vida
Gunnar era hijo de Hamundur Gunnarsson y Rannveig Sigfúsdóttir (según la saga de Njál) o Rannveig Sigmundardóttir (según Landnámabók). Tenía dos hermanos, Kolskeggr y Hjörtr, y una hermana, Arngunnr, que era esposa de Hróar Tungugoði. Gunnar casó con Hallgerðr Höskuldsdóttir de Höskuldsstaðir en Laxardal en Dalasýsla, quien era más conocida como Hallgerðr langbrók (Hallgerður piernas largas). Gunnar era su tercer marido, la leyenda relata que mató a sus dos primeros maridos pero en realidad solo mató al primero. El matrimonio fue considerado como «imprudente» por su amigo Njáll Þorgeirsson, porque estaba motivado por lujuria y no por un sentido práctico.
Gunnar fue un gran guerrero, descrito como casi invencible en combate. La saga de Njál menciona que era poderoso, atlético «capaz de saltar su propia altura con la armadura completa, hacia delante o hacia atrás». Era un formidable arquero y para el combate cuerpo a cuerpo su arma preferida era el «atgeir», que los historiadores identifican con algún tipo de alabarda o guja. También fue preciso con el lanzamiento de piedras, capaz de acertar al enemigo entre los ojos a larga distancia (exageradamente, la saga menciona «a mucha millas de distancia») y era buen nadador. Supuestamente no tenía rival en ningún juego que implicara actividad deportiva. Su comportamiento era cordial pero firme en convicciones; era buen consejero, amable y humilde, se percibía un hombre inteligente por su forma de hablar. Gunnar era hombre de profundos pensamientos y entendimiento, lo que sugiere que era tan astuto como bien plantado. Leal con sus amigos, mantenía siempre buenas compañías, entre sus más incondicionales su propio hermano y también hábil con las armas, Kolskegg.
Gunnar se le consideraba un hombre «atractivo y hermoso de piel y tenía una nariz recta, algo respingona. Tenía ojos azules y expresivos y mejillas sonrosadas con un grueso cabello brillante, rubio y bien peinado». Fue descrito como el más hermoso de los hombres en el mundo, sin igual.

## Muerte

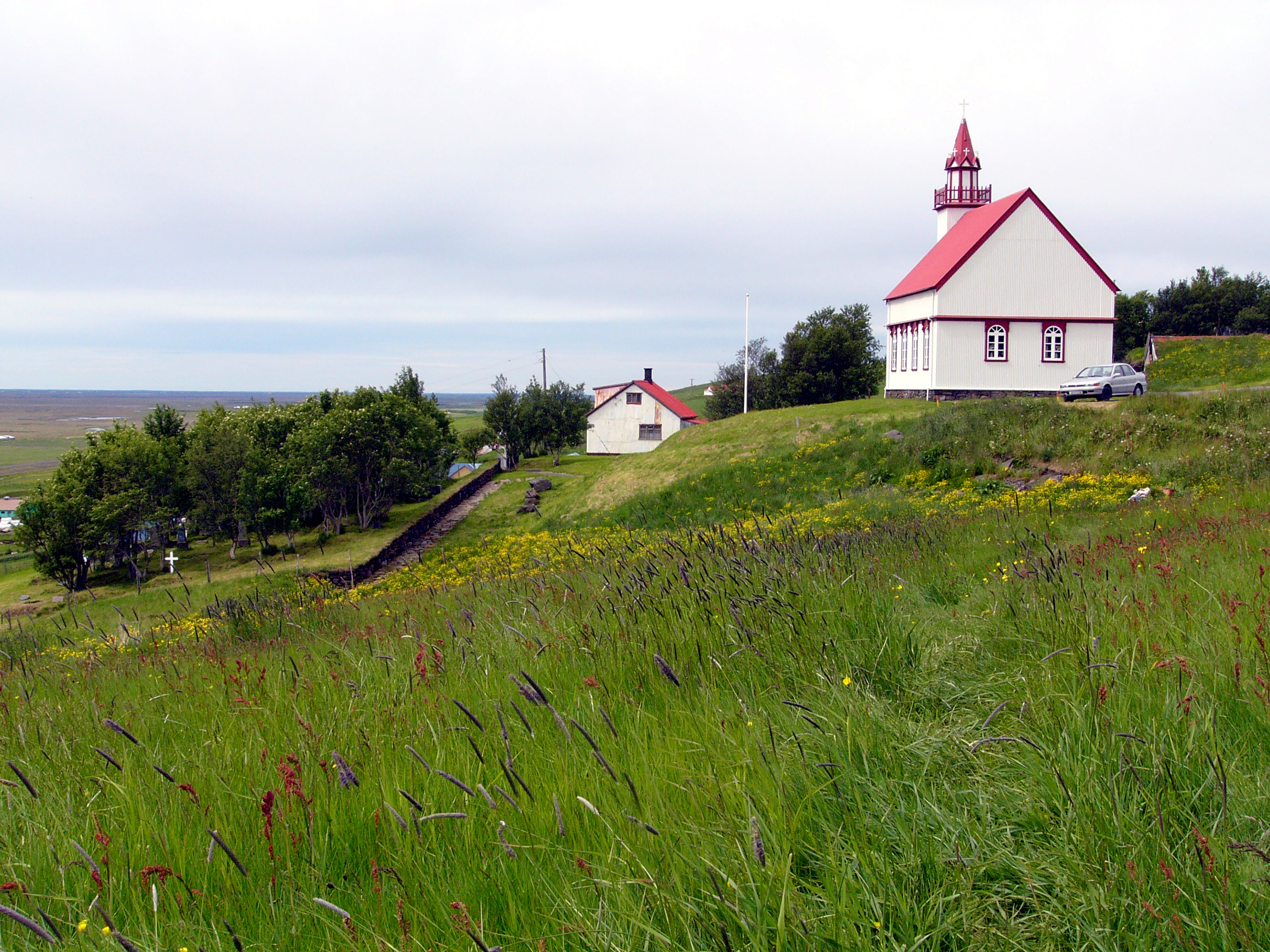
Vista actual de Hliðarendi.

Gunnar era amigo íntimo de Njáll Þorgeirsson de Bergþórshvoll y le solicitaba consejo a menudo. Njáll le decía que nunca matase a dos hombres de la misma familia, pues esto le podría llevar a la muerte. La predicción fue cierta. Cuando Gunnar mató a dos hombres, Otkel y Skamkel, vinculados familiarmente con Gizur el Blanco, la familia clamó venganza y sus hombres se dirigieron a Hlíðarendi para matarle. Njáll recomendó a Gunnar abandonar Islandia y dirigirse al extranjero para librarse de tal suerte. Al principio, Gunnar pretendió partir, pero cuando observó sus propiedades a distancia y la belleza que rodeaba su hacienda, cambió su parecer y retrocedió. A partir de aquí se inician los acontecimientos que desembocaría a una batalla épica y su muerte.
Cuando un hombre llamado Þorgrim, acompañado de otros rencorosos, estaba asediando la casa de Gunnar, este se levantó de su descanso y aprovechando el momento apuñala a Þorgrim a través de una brecha con su alabarda danesa. Þorgrim regresa a sus compañeros tranquilamente, quienes preguntan si Gunnar estaba en casa diciendo: «Comprobarlo vosotros mismos, pero estoy seguro de que su atgeir está en casa.» y cayó muerto. Al principio, Gunnar se enfrenta a sus numerosos atacantes con su maestría con las flechas. Cuando el arco se rompe, pide a su mujer Hallgerður que le de cabello para reparar la cuerda rota. Gunnar había abofetado a su esposa antes, por lo que vengativamente ella se niega por la afrenta. Gunnar debe finalmente enfrentarse a sus enemigos cuerpo a cuerpo y muere.

## Herencia
De su relación con Hallgerður Höskuldsdóttir, tuvo cuatro hijos:
- Guðlaug Gunnarsdóttir (n. 964);
- Hamundur Gunnarsson (n. 966);
- Grani Gunnarsson (n. 968);
- Högni Gunnarsson (n. 970), que se casó con Álfheiður Veturliðadóttir (n. 975), una dama de genealogía desconocida.[10]

## Perfil literario
Gunnar Hámundarson está considerado como un arquetipo de «héroe intachable» de las sagas islandesas, opuesto a «anti héroes» como Egill Skallagrímsson. Se exagera su virilidad, coraje y una actitud heroica, y aparentemente que no tiene debilidades innobles. Gunnar es uno de los héroes vikingos más admirados, lleno de heroísmo, energía y virtudes, con inquebrantable lealtad a la tierra de nacimiento y amor por su irresistible belleza física. Para algunos islandeses es un simple «cliché».